# Setia pulcherrima
Setia pulcherrima — вид дрібних морських молюсків, точніше мікромолюсків з родини Rissoidae. Поширені в водах середземноморського басейну, Чорне море включно.